# مورازان (فلم 2017)
مورازان (بالإسبانية: Morazán) هو فيلم دراما-تاريخي هندوراسي صدر عام 2017 من بطولة أورلاندو فالينزويلا، وإخراج هيسبانو دورون. تم اختيار الفيلم كمدخل لهندوراس لجائزة أفضل فيلم بلغة أجنبية في حفل توزيع جوائز الأوسكار التسعون، لكن لم يتم ترشيحه.

## ملخص القص
فرانسيسكو مورازان رئيس ولاية كوستاريكا. تاذن له الجمعية الوطنية لتنظيم قوة عسكرية لاستعادة جمهورية أمريكا الوسطى. ومع ذلك، فإن القادة المحافظين للكنيسة الكاثوليكية والأوليغارشية المحلية، يحرضون الجنود على التمرد ضد الحكومة الشرعية. يواجه مورازان معركته الأخيرة.

## طاقم التمثيل
| - أورلاندو فالينزويلا بدور فرانسيسكو مورازان - تيتو إسترادا بدور أنطونيو بينتو سواريس - ميليسا ميرلو بدور ماريا جوزيفا لاستيري - غابرييل أوتشوا بدور خوسيه ترينيداد كابانياس - شيرلي رودريغيز بدور تيريزا إسكالانتي - أمارو مارتينيز بدور سيباستيان فاسكويز - إدواردو بحر بدور خوسيه غابرييل ديل كامبو | - نورمان ميخيا بدور فيسنتي فيلازينور - هيرميس رييس بدور خوسيه أنطونيو فيجيل - كريستيان هيرنانديز بدور فرانسيسكو مورازان مونكادا - كارلوس فينديل بدور خوسيه ميغيل سارافيا - ماريو جين بدور بوينافنتورا إسبيناخ - اوسميل بوفيدا بدور ماريانو مونتيليجري بوستامانتي - خورخي أوسورتو بدور إيسيدورو ساجيت | - فرناندو إيجيا بدور براليو كاريلو - أنور فينديل بدور خوسيه أنطونيو كاسترو - نيلي لاريس بدور ميغيل أنخيل مولينا - أوسكار بريتو بدور دياز - عمر روساليس بدور خوسيه أنطونيو كاسترو - خواكين سانشيز بدور خوسيه جوليان بلانكو - داريو بينوس بدور بيدرو مايورجا |

## روابط خارجية
- مقالات تستعمل روابط فنية بلا صلة مع ويكي بيانات